# Comuna Nesebăr, Burgas
Nesebăr (în bulgară Община Несебър, în greacă Μεσημβρία-Messembria) este o comună în regiunea Burgas, Bulgaria. Cuprinde un număr de 14 localități, precum și stațiunea Sunny Beach. Reședința sa este orașul Nesebăr. Localități componente:
- Banea
- Sveti Vlas
- Ghiulovța
- Emona
- Koznița
- Koșarița
- Nesebăr
- Obzor
- Orizare
- Panițovo
- Priselți
- Ravda
- Rakovskovo
- Tănkovo

## Demografie
Componența etnică a obștinei Nesebăr
     Romi (2,52%)
     Turci (5,54%)
     Bulgari (82,18%)
     Nicio identificare (8,84%)
     Altele (0,89%)
La recensământul din 2011, populația comunei Nesebăr era de 22.348 locuitori. Din punct de vedere etnic, majoritatea locuitorilor (82,18%) erau bulgari, existând și minorități de romi (2,52%) și turci (5,54%). Pentru 8,84% din locuitori nu este cunoscută apartenența etnică.